# Licówka (stomatologia)

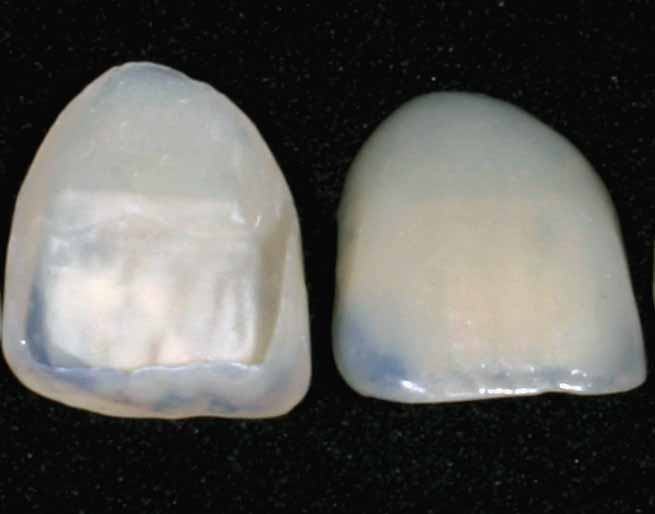
Licówki

Licówka − w stomatologii uzupełnienie protetyczne stanowiące cienką płytkę ceramiczną, porcelanową lub kompozytową licującą przednie (przedsionkowe) powierzchnie zębów (zazwyczaj przednich) w celach przeważnie estetycznych. 

## Historia
Licówka jedna z metod odbudowy zębów, którą wykonuje się przy użyciu ceramiki. Za wynalazcę jest uważany amerykański dentysta Charles Pincus, który od 1928 roku w ten sposób poprawiał wygląd hollywoodzkich gwiazd. Jego licówki były klejone i szybko odpadały. W latach 30. i 40. XX wieku dentyści zaczęli wykonywać licówki z porcelany i kompozytu, jednak problemem było trwałe przyklejenie licówek do zębów. W latach 50. XX wieku Michaelowi Buonocore udało się zmatowić szkliwo, co umożliwiło lepsze mocowanie licówek. Dopiero w latach 80. XX wieku dwaj dentyści John R. Calamia i R. J. Simonsen dzięki wykorzystaniu wytrawiaczy stomatologicznych i żywic wiążących poprawili trwałość licówek porcelanowych.

## Wskazania do zastosowania licówek
- przebarwienie korony zęba – powstałe w wyniku martwicy zęba, stosowania leków w dzieciństwie, fluorozy lub wad rozwojowych szkliwa[4]
- korekta kształtu zęba – licówka pozwala na wydłużenie, skrócenie, poszerzenie lub zwężenie korony zęba w zależności od potrzeb, dlatego można ją stosować, gdy kształt zęba jest zaburzony
- złamanie brzegu siecznego zęba przedniego – licówki w takiej sytuacji sprawdzają się lepiej i są bardziej estetyczne niż zwykłe wypełnienia kompozytowe, gdyż w przypadku tych drugich istnieje ryzyko utraty wypełnienia ze względu na duże siły działające w tym miejscu[5]
- zamknięcie przerw między zębami (diastemy) – dzięki licówkom można zmniejszyć lub całkowicie zamknąć przerwy między zębami

## Przeciwwskazania do zastosowania licówek
- nieprawidłowości zgryzowe
- parafunkcje
- bruksizm
- brak lub niewystarczająca higiena jamy ustnej
- zęby o niewielkich rozmiarach
- braki zębowe w odcinkach bocznych uzębienia, które nie zostały uzupełnione np. za pomocą protez
- ząb bardzo zniszczony lub z rozległymi wypełnieniami[4]